# Green megye (Wisconsin)
Green megye az Amerikai Egyesült Államokban, azon belül Wisconsin államban található. Megyeszékhelye és legnagyobb városa Monroe. Lakosainak száma 37 093 fő (2020. április 1.). Green megye Dane, Rock, Winnebago, Stephenson, Lafayette és Iowa megyékkel határos.

## Népesség
A megye népességének változása:
| Lakosok száma | 36 856 | 36 986 | 36 901 | 37 090 | 37 186 | 37 093 |
|               | 2010   | 2011   | 2012   | 2013   | 2015   | 2020   |